# 呪みちる
呪 みちる（のろい みちる）は日本のホラー漫画家。男性。

## 概要
中学生の頃、弟が買ってきた日野日出志の「蔵六の奇病」に影響を受ける。大学中退後、フリーターをしながら本格的に投稿を開始し、ギャグ漫画家としてデビュー。1998年、『恐怖の館DX』2月号（リイド社）掲載の「時計屋敷の少女」でホラー漫画家に転向。
以降、少女ホラー誌、レディースコミック誌を中心に短編ホラー漫画を執筆している。

## 作品（単行本）
- 『青空の悪魔円盤 呪みちる作品集』（2001年、ソフトマジック）ISBN 4921181268
- 『押入れのウーリー 呪みちる作品第2集』（2001年、ソフトマジック）ISBN 4921181365
- 『口裂け女あらわる! 昭和怪奇伝説』（2008年、ぶんか社）ISBN 4821185709
- 『ライオンの首 呪みちる作品集』 1996-2012（2013年、トラッシュ・アップ）
- 『人造人間の怪 呪みちる初期傑作選I』（2014年、トラッシュ・アップ）ISBN 4865380426
- 『火星高校の夜　呪みちる初期傑作選Ⅱ』（2015年、トラッシュ・アップ）ISBN 4865380426
- 『顔ビル/真夜中のバスラーメン』トラッシュアップ (2018/8/29) ISBN 978-4865380774